# Nördlicher Schleimkopf
Der Nördliche Schleimkopf oder Kaiserbarsch (Beryx decadactylus) ist kein echter Barsch, sondern ein Vertreter der Berycidae, die sozusagen der Stammform der Perciformes in der Kreide nur nahestanden – er gehört als Berycide zur Ordnung Beryciformes, also primitiveren Stachelflossern. Wie Beryx  splendens wird auch er seit den späten 1960er Jahren zunehmend kommerziell „ausgebeutet“. Der Cuviersche Gattungsname (1829) wird mitunter mit dem italienischen berice in Zusammenhang gebracht. Da aber Cuvier die Gattung und Art anhand eines (trockenen) Exemplars beschrieb, dessen Herkunftsbeleg verloren gegangen war, ist nicht anzunehmen, dass er bloß einen Trivialnamen „berice“ gräzisierte – noch, dass dieser Name damals überhaupt schon geläufig war.

## Beschreibung
Die Namen „Alfonsin(o), Alfonsim“ wurden wegen physiognomischer Ähnlichkeit mit einem spanischen Herrscher (Kinn vorragend) gegeben, „Schleimkopf“ wegen des gut entwickelten Kopfseitenlinien-Systems, das man anfangs (19. Jh.) nur als „schleimproduzierend“ ansah. Lowe (l.c.) beschreibt dieses sehr gut: Die (gewöhnlich bei Fischen in Knochenröhren liegenden) „Kanäle“ sind hier offene, gallertgefüllte Rinnen, nur von Haut bedeckt (wie beim Kaulbarsch oder bei Sciaenidae – beim Anfühlen der Fische spürt man sowohl die harten Ränder der Rinnen wie auch die weiche Gallerte darin). Sinneshügel (Neuromasten) in der Gallerte reagieren sehr fein auf Druckwellen, die von Beutetieren ausgehen, und ermöglichen dem Fisch den Nahrungserwerb auch im Dunkeln (Nacht oder Tiefsee).- Augen sehr groß, Iris scharlachrot (nicht heller).

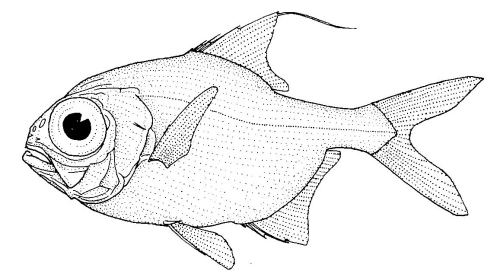
Jungfisch

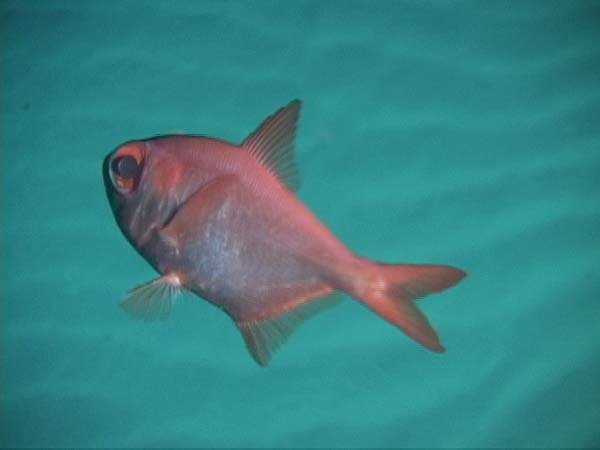

Körper seitlich stark abgeflacht, kürzer und im Profil rundlicher als bei B. splendens, Bauchkante „gesägt“. Haut und Flossen scharlachrot („Rotbarsch, -fisch, -brassen“); Seiten silbrig (genetzt), d. h. der Fisch sieht in der Tiefe stets schwarz aus. Flossen z. T. mitunter dunkel gesäumt. Die mittelgroßen Schuppen (ca. 3 pro Wirbel; 24 Wirbel) stehen immer etwas ab, der Fisch ist rau. Die Schuppendörnchen sind nicht beweglich (Unterschied zu den Perciformes – also eigentlich Spinoid- statt Ctenoidschuppen). Lacrimale vorne mit Dorn. Zwei Supramaxillaria; Maxillare noch am Mundrand beteiligt. Zähne wie bei B. splendens; im Unterschied zu diesem am Magenausgang 70 bis 100 Appendices pyloricae. Bis 100 cm lang, 5 kg schwer, dann angeblich über 100 Jahre alt (jedenfalls langsamwüchsig: gesichert ist etwa ein 52 cm langer Fisch von den Azoren mit 13 Jahren). Die größten Individuen sind sehr selten, weil schon die natürliche Mortalität (durch Fressfeinde – z. B. Ruvettus, Thunnus, Latimeria) hoch ist.
Flossenformel: D IV/18-20, A IV/26-30, P I/10 (Name: „zehnfingrig“) -11, V I/9-13, C (18-)19 (16 oder 17 geteilt; mit einigen kurzen Vorstrahlen versteift).
Es handelt sich um einen Fisch der mittleren Tiefen, an den Kontinentalabhängen und über unterseeischen Bergen, meist zwischen 200 und 500 m, teils bis 1300 m lebend; er bevorzugt die Nähe detritusreichen Sediments (z. B. Schlamm). In der Nacht steigt er auf und entfernt sich dadurch vom Substrat ins freie Wasser, wo er auch laicht (im „Winter“: Eier wiederholt in Klumpen abgegeben; pelagisch wie auch die stacheligen Larven, die sich in Küstennähe entwickeln). Er lebt gesellig und ernährt sich (bathy- bis mesopelagisch) von Krebstieren, kleineren Fischen und Tintenfischen. Als wichtiger Speisefisch (mit entsprechender Ausrüstung: Schleppnetzen, Grundnetzen, Langleinen – lokal, z. B. vor Madeira, schon seit 200 Jahren – gefangen) ist er nun mancherorts schon bedroht, da er sich nur langsam vermehrt (vgl. etwa auch Hoplostethus atlanticus).

## Vorkommen
Zwischen 70°N und 50°S: küstennah in allen Meeren, ausgenommen die polaren (bis Patagonien) – auch im westlichen Mittelmeer und der Ägäis (natürlich nicht im Schwarzen) und im südlichen Roten Meer. Selten im Nordpazifik oder vor Labrador. Aufgrund genetischer Analysen kann angenommen werden, dass die Art nur eine Population umfasst, weil die Larven für langsamen Gen-Austausch weltweit sorgen; regionale meristische Unterschiede sind also entwicklungsphysiologisch bedingt.

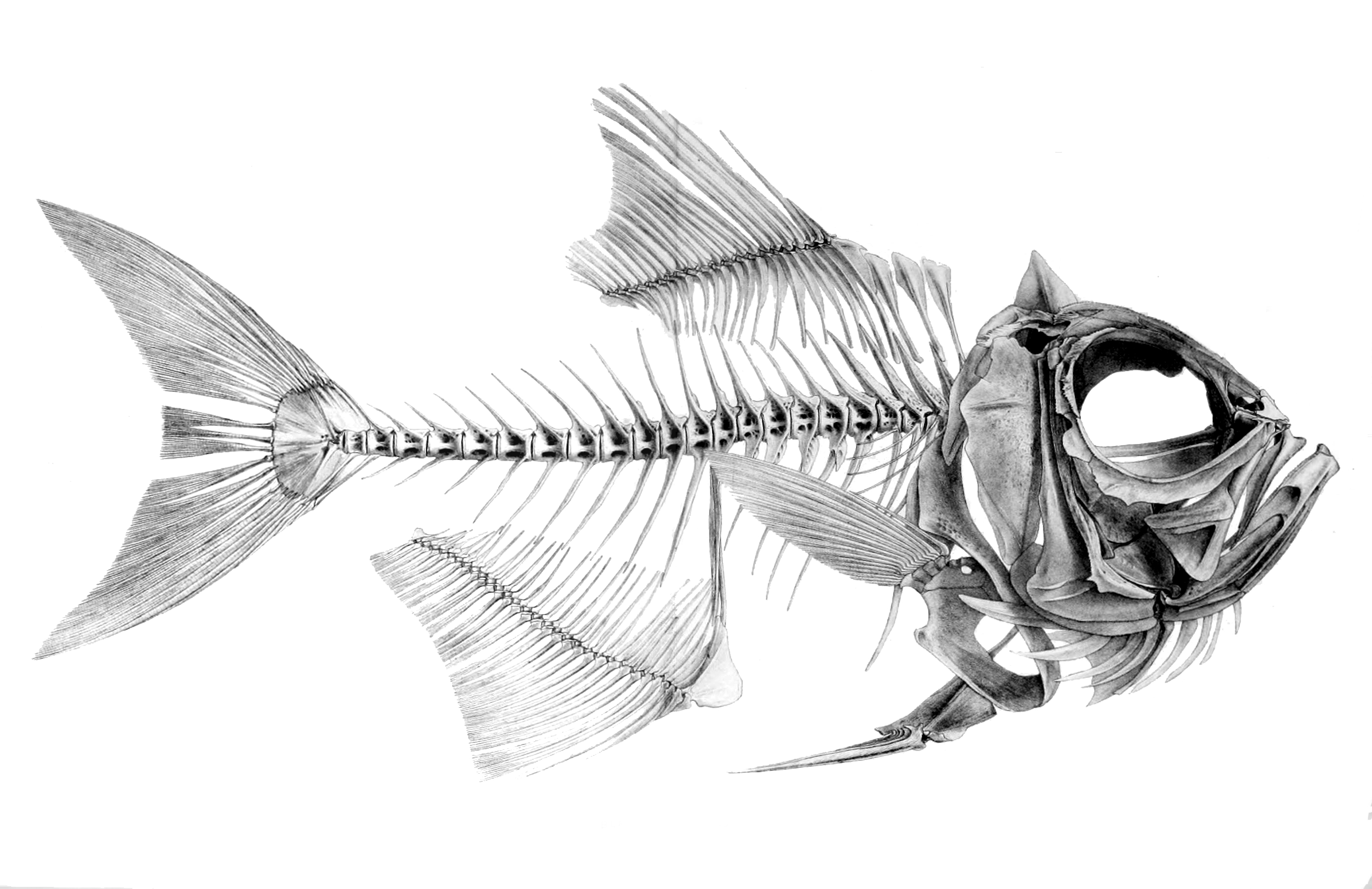
Beryx decadactylus, Skelett